# Paulia alpina
Paulia alpina là một loài thực vật có hoa trong họ Hoa tán. Loài này được Korovin ex Pimenov & Kljuykov mô tả khoa học đầu tiên.